# Cheilanthes perrieri
Cheilanthes perrieri là một loài dương xỉ trong họ Pteridaceae. Loài này được J.P. Roux mô tả khoa học đầu tiên năm 2010.
Danh pháp khoa học của loài này chưa được làm sáng tỏ. 